# Orseolia oryzivora
Orseolia oryzivora är en tvåvingeart som beskrevs av Harris och Gagne 1982. Orseolia oryzivora ingår i släktet Orseolia och familjen gallmyggor.
Artens utbredningsområde är Senegal. Inga underarter finns listade i Catalogue of Life.